# Greenwayodendron suaveolens
Greenwayodendron suaveolens es una especie de planta del género Greenwayodendron, y miembro de la familia Annonaceae.

## Distribución
Está ampliamente distribuida por África occidental y central, desde Costa de Marfil hasta Angola.
Se conocen tres subespecies. La subespecie nominada está muy extendida, mientras que la subsp. gabonicum (Pellegr. ex Le Thomas) Verdc. y subsp. usambaricum Verdc. tienen ambas un alcance más restringido. Es posible que investigaciones futuras eleven la subespecie al nivel de especie.

## Uso recreativo y medicinal
Los Aka de África Central fuman las hojas, localmente llamadas "motunga", de forma recreativa, y también las preparan en forma de té. Esto puede tener un efecto antihelmíntico.